# نرگس منصوری
نرگس منصوری فعال سیاسی، فعال حقوق بشر و سندیکالیست اهل ایران است. وی همچنین از امضاکنندگان بیانیه ۱۴ فعال سیاسی است.
منصوری همچنین عضو سندیکای کارگران شرکت واحد اتوبوسرانی تهران و حومه است.

## بیانیه‌ی ۱۴
نرگس منصوری از امضاکنندگان بیانیه‌ی ۱۴ فعال سیاسی به‌منظور استعفای سید علی خامنه‌ای است. او به‌همین دلیل و به‌اتهام توهین به رهبری به ۶ سال زندان محکوم شده‌است.

### اتهامِ تبلیغ علیهِ نظام
نرگس منصوری در ۵ اسفند ۱۴۰۲ در پرونده‌ی جدیدی —که در دوران حبس علیه او گشوده شده— به سه سال حبس محکوم شده است. محاکمه‌ی وی بدونِ وکیل و به اتهامِ «تبلیغ علیه نظام» صورت گرفته است.